# Kirche Würzbrunnen

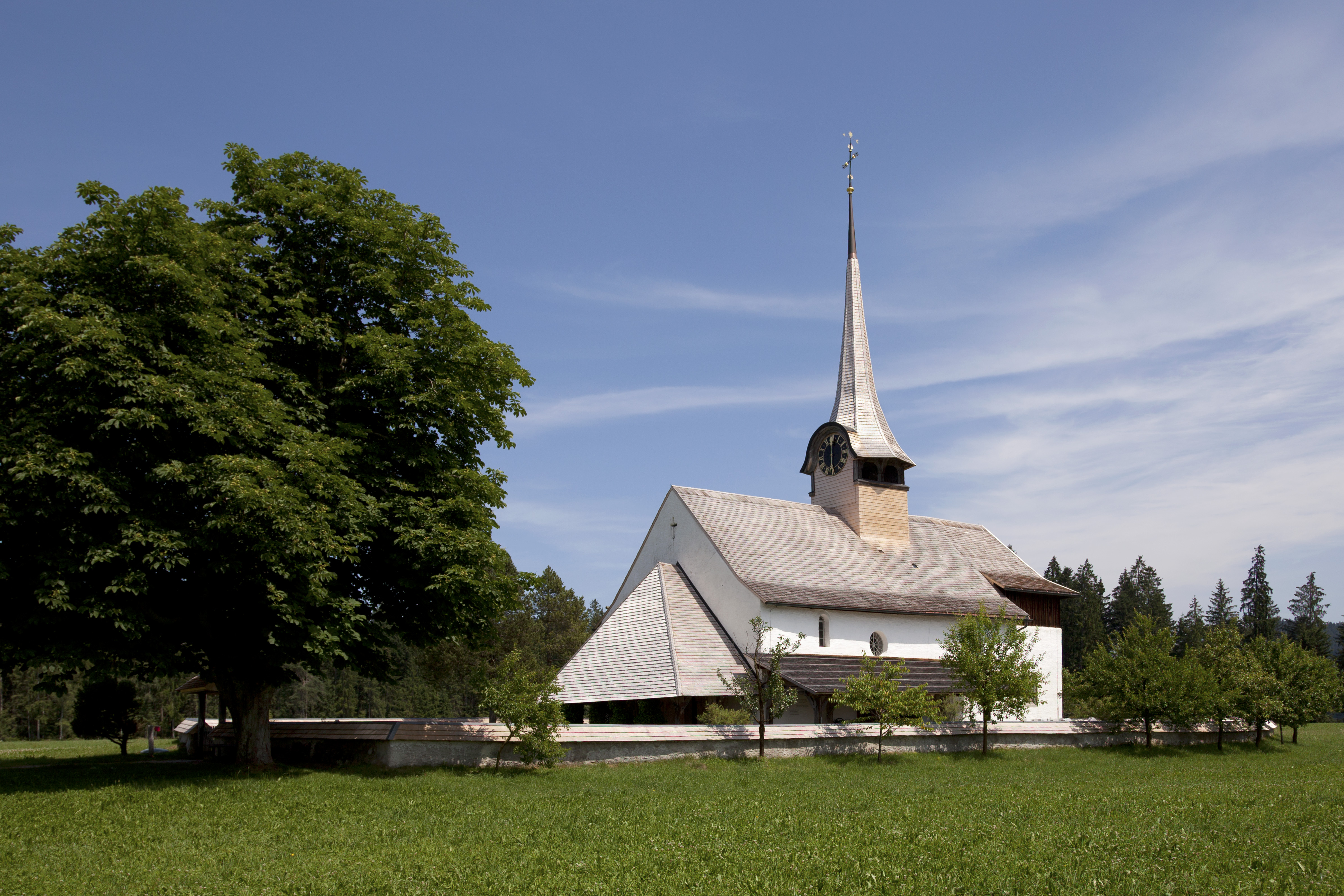
Aussenansicht

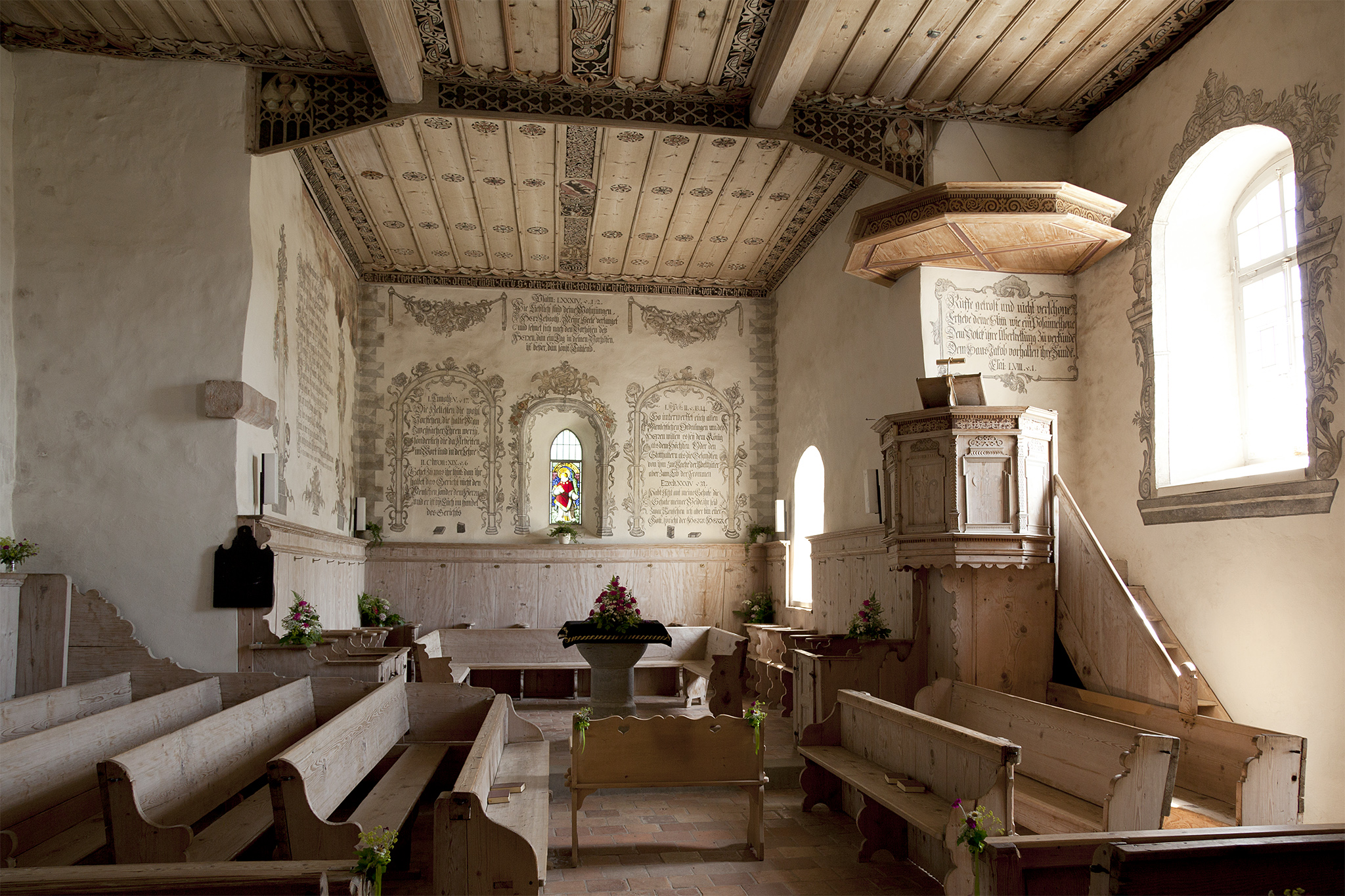
Innenansicht

Die Kirche Würzbrunnen ist eine ehemalige Wallfahrtskirche in der Gemeinde Röthenbach im Emmental, Kanton Bern, Schweiz.
Die Kirche stand unter dem Patrozinium des hl. Stephan, doch die Wallfahrt galt dem hl. Wolfgang.
Anstelle des heutigen spätgotischen Kirchengebäudes stand zuvor eine Holzkirche, die durch Leuthold von Rümligen (1115–1148) gestiftet worden sein soll. 1148 bestätigte Papst Eugen III. dem Kloster Rüeggisberg dessen Besitzrechte an der Kirche Würzbrunnen und dem kleinen Kloster Röthenbach. Nach einem Brand im Jahre 1494 wurde die Kirche in ihrer gegenwärtigen Gestalt wieder aufgebaut, und 1779 wurde das Innere in barocken Formen mit vielen Bibelsprüchen ausgemalt.
Bekannt wurde die Kirche besonders durch die Verfilmungen der Werke Gotthelfs von Franz Schnyder. Heute ist sie eine weitherum beliebte Hochzeitskirche, wo jeweils von April bis Oktober zahlreiche Trauungen stattfinden.